# Agricultural Bank of China
La Agricultural Bank of China (ABC, 中國農業銀行股份有限公司T, 中国农业银行股份有限公司S, Zhōngguó Nóngyè YínhángP e nota anche come AgBank o ABchina) è una delle banche  "Big Four" in Cina fondata nel 1951 da Mao Tse-tung. Il suo quartier generale è situato nel distretto di Dongcheng e ha filiali in tutta la Cina continentale, Hong Kong, Londra, Tokyo, New York, Francoforte, Sydney, Seoul e Singapore.
Dal luglio 2010 è quotata alle borse di Shanghai e Hong Kong.
ABC ha 320 milioni di clienti retail, 2,7 milioni di clienti corporate ed all'incirca 24.000 filiali. È il terzo istituto di credito cinese per attività. ABC è stata quotata in borsa a metà del 2010, ottenendo all'epoca la più grande offerta pubblica iniziale (IPO) al mondo, da allora superata dall'impresa petrolifera statale saudita, Saudi Aramco. Nel 2011, ABC si classificò ottava tra le prime 1000 banche mondiali mentre nel 2015 è terza nella classifica "Forbes' 13th annual Global 2000". Nel 2023, Agricultural Bank of China si è classificata #4 nella classifica Global 2000 di Forbes (World's Largest Public Companies). È considerata una banca di importanza sistemica dal Financial Stability Board.

## Storia
Dalla fondazione della Repubblica Popolare Cinese nel 1949, l'ABC è stata costituita e chiusa più volte. Il 10 luglio 1951, due banche della Repubblica di Cina, la Farmers Bank of China e la Cooperation Bank, si fusero per formare la Agricultural Cooperation Bank, che ABC considera la sua antenata. Tuttavia, la banca è stata fusa nella People's Bank of China, la banca centrale nel 1952. 
La prima banca con il nome di Agricultural Bank of China è stata fondata nel 1955, ma è stata fusa nella banca centrale nel 1957. Nel 1963 il governo cinese formò un'altra banca agricola, che due anni dopo fu anche questa fusa nella banca centrale. L'odierna Agricultural Bank of China è stata fondata nel febbraio 1979. Quando la People's Bank of China ha iniziato a scorporare le sue funzioni bancarie commerciali dopo il 1978, l'attenzione di ABC sulla fornitura di servizi finanziari agli agricoltori è aumentata.
ABC è stata ristrutturata per formare una holding chiamata Agricultural Bank of China Limited. Nell'aprile 2007, ABC è stata vittima del più grande furto in banca nella storia cinese. Ciò è avvenuto quando due gestori di caveau presso la filiale di Handan della banca nella provincia di Hebei si sono appropriati indebitamente di quasi 51 milioni di yuan (7,5 milioni di dollari).
Nel 2012, ABC ha avviato un progetto per la migrazione al sistema bancario Avaloq.
Durante la crisi coreana del 2013, la Agricultural Bank of China ha interrotto gli affari con una banca nordcoreana accusata dagli Stati Uniti di finanziare i programmi missilistici e nucleari di Pyongyang.
Nel 2023, la divisione di gestione patrimoniale di Agricultural Bank of China ABC WM insieme a BNP Paribas Asset Management ha lanciato una joint venture di gestione patrimoniale. BNP Paribas ABC Wealth è detenuta in maggioranza da BNPP AM (51%), mentre ABC Wealth Management detiene il 49%. Alexandre Werno è diventato l'amministratore delegato.

### La quotazione in Borsa (2010)
ABC è stata l'ultima delle "quattro grandi" banche in Cina a quotarsi in borsa. Nel 2010, le azioni A e H della Agricultural Bank of China sono state quotate rispettivamente alla Borsa di Shanghai e alla Borsa di Hong Kong. Ogni azione doveva costare tra 2,7 RMB e 3,3RMB per azione. Le azioni H avrebbero dovuto costare tra HK$2,88 e HK$3,48 per azione. Il prezzo finale delle azioni per il lancio dell'IPO è stato emesso il 7 luglio 2010. Al suo completamento nell'agosto 2010, ha raccolto 19,21 miliardi di dollari ed è diventata la più grande offerta pubblica iniziale (IPO) al mondo, superando quella stabilita dalla Industrial and Commercial Bank of China nel 2006 di 21,9 miliardi di dollari. Questo record è stato poi battuto da un'altra società cinese, Alibaba, nel 2014.
CICC, Goldman Sachs e Morgan Stanley hanno guidato l'offerta di Hong Kong, con JPMorgan, Macquarie, Deutsche Bank e l'unità titoli di ABC coinvolta. CICC, CITIC Securities, Galaxy e Guotai Junan Securities hanno gestito la quota di Shanghai. ABC ha venduto circa il 40% dell'offerta di Shanghai a 27 investitori strategici, tra cui China Life Insurance e China State Construction. Erano soggetti a periodi di blocco di 12-18 mesi. Undici investitori fondamentali sono stati selezionati per la sua offerta di azioni di Hong Kong, tra cui Qatar Investment Authority e Kuwait Investment Authority, acquisendo un valore complessivo di 5,45 miliardi di dollari di azioni.